# درنکی
درنکی (به لهستانی:  Drynki) یک روستا در لهستان است که در گمینا ماودته واقع شده‌است.